# 25 centów Standing Liberty
25 centów Standing Liberty (ang. Standing Liberty Quarter) – srebrna amerykańska moneta obiegowa o nominale dwudziestu pięciu centów projektu Hermona MacNeila, wybijana w dwóch typach przez U.S. Mint w latach 1916–1930.
Moneta zyskała popularność ze względu na kontrowersje, które pojawiły się wokół wizerunku typu emitowanego w latach 1916–1917, ukazującego Miss Liberty z nagą piersią. Od 1917 roku emitowano monetę, na której pierś Miss Liberty była zakryta kolczugą. Zmiana jednak nie była zatwierdzona przez Kongres.
Zastąpiła ona będącą w obiegu w latach 1892–1916 ćwierćdolarówkę Barbera. W 1932 roku moneta zastąpiona została przez ćwierćdolarówkę Washingtona.

## Tło historyczne
W latach 80. XIX wieku w Stanach Zjednoczonych pojawiła się opinia, iż każdy nominał powinien mieć nie tylko swój osobny projekt, ale także powinien reprezentować sobą kunszt artystyczny. W raporcie mennicy w 1887 roku ówczesny dyrektor U.S. Mint James Kimball powtórzył to stanowisko. Stwierdził ponadto, że w tym celu mennica powinna korzystać z usług uznanych artystów. 26 września 1890 roku Kongres uchwalił Act of September 26, 1890. Dokument ten dawał prawo dyrektorowi Mennicy Stanów Zjednoczonych, aby co 25 lat, za zgodą Sekretarza Skarbu, inicjować opracowanie nowych wizerunków środków płatniczych. Już w 1891 roku mennica zaprosiła do współpracy dziesięciu artystów, którzy mieli przedstawić własne projekty wizerunków monet o nominale 10 centów (inaczej dime), 25 centów (quarter) i 50 centów (half dollar). Komisja składająca się z rzeźbiarza Augustusa Saint-Gaudensa, głównego grawera Charlesa E. Barbera i grawera pieczęci Henry’ego Mitchella uznała, że żadna z przedłożonych prac nie była warta zainteresowania.
W 1915 roku ówczesny dyrektor mennicy Robert Woolley zinterpretował ten zapis w ten sposób, iż zmiana wizerunku monet była jego obowiązkiem, a nie prawem. Na początku dwudziestego stulecia prezydent Stanów Zjednoczonych Theodore Roosevelt zarządził zmianę wizerunków złotych monet, a 1916 był rokiem, kiedy Woolley mógł zmienić projekty monet o nominale 10 centów, 25 centów i 50 centów. Pod koniec 1915 roku Woolley uzyskał zgodę Sekretarza Skarbu Williama McAdoo, aby rozpocząć prace nad projektami nowych stempli dla monet o wspomnianych nominałach. Dyrektor mennicy chciał zerwać z tradycją, w myśl której srebrne monety o poszczególnych nominałach miały podobne wizerunki. Woolley uznał, że dziesięciocentówka, dwudziestopięciocentówka i półdolarówka wymagają oddzielnych, unikalnych projektów.
Woolley nie był zadowolony z prac dotychczasowego głównego grawera mennicy Barbera. Prace nad projektami chciał zlecić artystom spoza mennicy, na co zezwalał mu Act of September 26, 1890, który umożliwiał tymczasowe zatrudnienie artystów niezwiązanych z mennicą w celu wykonania zleconych prac. Sposób, w jaki wybrano projektantów nowych wizerunków, nie jest jasny. Prawdopodobnie odbyło się to poza konkursem, a rekomendacje artystów wysunęła Komisja Sztuk Pięknych, która nadzorowała wszystkie rządowe projekty związane ze sztuką. 9 grudnia 1915 roku Woolley otrzymał list z komisji, w którym wspomniano o wyborze trzech rzeźbiarzy, którzy mieliby przedstawić swoje propozycje. Projekt dwudziestopięciocentówki powierzono Hermonowi MacNeilowi, a za projekty półdolarówki i dziesięciocentówki ostatecznie odpowiadał Adolph Weinman. Nazwisko trzeciego artysty nie jest znane. MacNeil był wówczas uznanym w Stanach Zjednoczonych rzeźbiarzem, którego prace dotyczyły amerykańskiej historii oraz Indian.

## Projekt i emisja

### Prace nad projektem

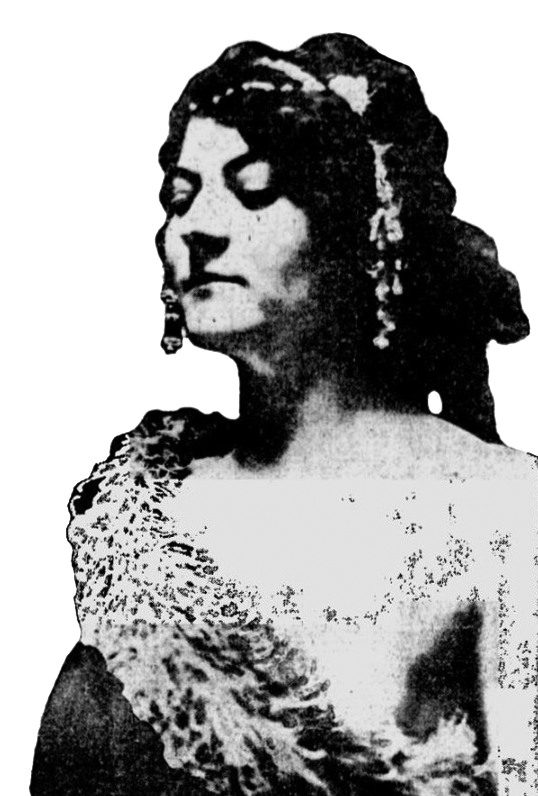
Doris Doscher (1917)

MacNeil nadał swojemu projektowi neoklasyczny charakter, a sylwetka kobiety stanowiła odwołanie do greckiej rzeźby. W czasach emisji monety Miss Liberty MacNeila nazwano Liberty Standing (od lat 60. XX wieku obowiązuje nazwa Standing Liberty). Są dwie teorie na temat tego, kto był inspiracją dla MacNeila w pracach nad postacią Miss Liberty. Pierwsza podaje, że podczas prac rzeźbiarz wzorował się na Doris Doscher, która była aktorką niemych filmów, znaną pod pseudonimem Doris Doree . Doscher była uznawana za „najdoskonalszy typ amerykańskiej kobiecości”. W czasopiśmie „The Numismatist” z maja 1917 roku napisano: „jeśli chodzi o dziewczynę z monety, jej duma jest dokładnie taka, jakiej można się spodziewać po zdrowej, ambitnej młodej kobiecie, której powierzono ten zaszczyt”. Druga teoria pojawiła się w 1972 roku. Wówczas w amerykańskiej prasie pojawiła się informacja, że w tajemnicy dla MacNeila miała pozować broadwayowska aktorka Irene McDowell, której mąż był przeciwny zaangażowaniu w prace nad wizerunkiem monety .
MacNeil na awersie przedstawił Miss Liberty jako kobietę w szacie przekraczającą bramy Ameryki. W lewej ręce kobieta trzyma uniesioną tarczę z Union Shield, a w prawej niesie gałązkę oliwną. Cokoły bramy ozdobiono dewizą zapisaną w formie „IN GOD WE TRVST” oraz trzynastoma gwiazdami symbolizującymi trzynaście stanów założycielskich Unii. W raporcie dyrektora mennicy z 1916 roku wizerunek monety uzasadniono tym, że „projekt monety 25-centowej ma w pewnym sensie symbolizować rozbudzenie zainteresowania kraju jego własną ochroną”. Takie ukazanie Miss Liberty miało symbolizować amerykańską gotowość do obrony oraz niesienia pokoju.
Na rewersie zamiast orła odwołującego się do Wielkiej Pieczęci ze strzałami w szponach, MecNeil umieścił lecącego orła otoczonego gwiazdami, który swoim wizerunkiem nie odwoływał się do wojowniczości. Na decyzję tę miała mieć wpływ trwająca I wojna światowa . Lamarre twierdzi, że ćwierćdolarówka zaprojektowana przez MacNeila „oddawała ducha swoich czasów”. W 1916 roku wielu Amerykanów uważało, że Stany Zjednoczone powinny dalej kierować się polityką izolacjonizmu i nie powinny się angażować w światowy konflikt. 

### Emisja
Moneta weszła do obiegu jeszcze w 1916 roku, 16 grudnia. W styczniu 1917 roku w „The Numismatist” pojawiła się opinia, iż wprowadzone do obiegu w 1916 roku monety (10 centów, 25 centów i pół dolara) były „najbardziej atrakcyjnym zestawem monet kiedykolwiek wyemitowanych przez obecny i jakikolwiek rząd”. Bowers podaje, że w 1916 roku mennica wybiła tylko 52 000 sztuk dwudziestopięciocentówki, a moneta szybko zyskała społeczne zainteresowanie ze względu na odkrytą pierś Miss Liberty. Była to pierwsza amerykańska moneta ukazująca półnagą kobietę, co nie było jednak rzadkością w przypadku medali lub rzeźb w tamtym okresie. Właśnie odkryta pierś okazała się być najbardziej kontrowersyjnym elementem monety.
16 stycznia 1917 roku „Philadelphia Inquirer” opublikował opinię, iż nowa dwudziestopięciocentówka „z pewnością nie jest monetą artystyczną” i może służyć jako „żeton w paczkach z orzeszkami”. „The New York Times” dostrzegł natomiast w monecie „zawoalowaną alegorię Partii Kobiet i ruchu sufrażystek”. Lamarre twierdzi jednak, że publiczne protesty przeciw monecie są „numizmatyczną legendą”. DiGeorgia pisze jednak o tym, iż w tamtym czasie Stany Zjednoczone były wciąż pod silnym wpływem „purytańskich doktryn” uznających nagość za coś nieprzyzwoitego. W marcu 1917 roku pojawiła się informacja, że dojdzie do zmiany w wizerunku monety. Powodem miało być to, iż na powierzchni monety zbierało się zbyt dużo brudu. Sam MacNeil potwierdził w wywiadzie prasowym w tym samym roku tezę o mankamentach reliefu monety. Kontrowersje wokół monety skupiły na niej uwagę kolekcjonerów, którzy wychwytywali z obiegu jej egzemplarze z 1916 roku.

### Nowy projekt monety
W 1917 roku do obiegu weszła moneta o zmienionym wyglądzie. Pierś Miss Liberty została zakryta kolczugą, ale jej naga noga pozostała odkryta. Zmniejszyła się także liczba nitów na tarczy. MacNeil przearanżował także rewers monety. Trzy gwiazdy zostały przeniesione pod lecącego orła, przez co został on przeniesiony na środek pola monety. Zwiększono odstępy pomiędzy gwiazdami pozostałymi po lewej i prawej stronie ptaka. Zmieniono również odstępy pomiędzy literami. Dolnick podaje, że Kongres przegłosował zmiany w wizerunku rewersu monety, aby poprawić jej „walory artystyczne”, jednak nie autoryzował zakrycia biustu Miss Liberty kolczugą. Zatem pomysł modyfikacji kobiecej postaci pochodził spoza instytucji państwowych. Hettger i Novak przywołują opinię stanowiącą, iż instytucje rządowe nie chciały się przyznać do błędu przy pozytywnym zaopiniowaniu pierwotnego projektu monety z odsłoniętą piersią i w 1917 roku w uzasadnieniu zmiany wizerunku odniesiono się wyłącznie do potrzeby zmiany rewersu. 

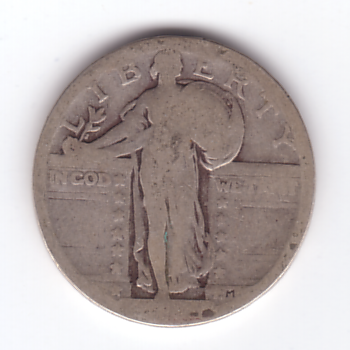
Moneta emitowana przed 1925 rokiem. Widać problem ze startą datą, który starano się zlikwidować w 1925 roku, obniżając pole, na którym wybijano rok

W 1925 roku ponownie zmieniono wizerunek monety. Tym razem obniżono pole, na którym znajdował się rok wybicia monety, aby uchronić ją przed nadmiernym ścieraniem się podczas obiegu. 
Moneta była emitowana do 1930 roku, co sprawia, że był to jeden z najkrócej wybijanych wizerunków w historii amerykańskiego mennictwa. W 1932 roku z okazji 200. rocznicy urodzin Jerzego Waszyngtona wprowadzono nową monetę o nominale 25 centów, która miała upamiętnić to wydarzenie. Bowers podaje, że moneta ta nigdy nie była wybijana stemplem lustrzanym dla kolekcjonerów. 

## 100. rocznica początku emisji
W 2016 roku U.S. Mint z okazji 100. rocznicy początku emisji monety wybiła 100 000 sztuk ćwierćdolarówki Standing Liberty wykonanych w 24-karatowym złocie o masie ¼ uncji. Wizerunek monety przedstawia jednak tę emitowaną w latach 1916–1917 bez trzech gwiazd pod orłem.

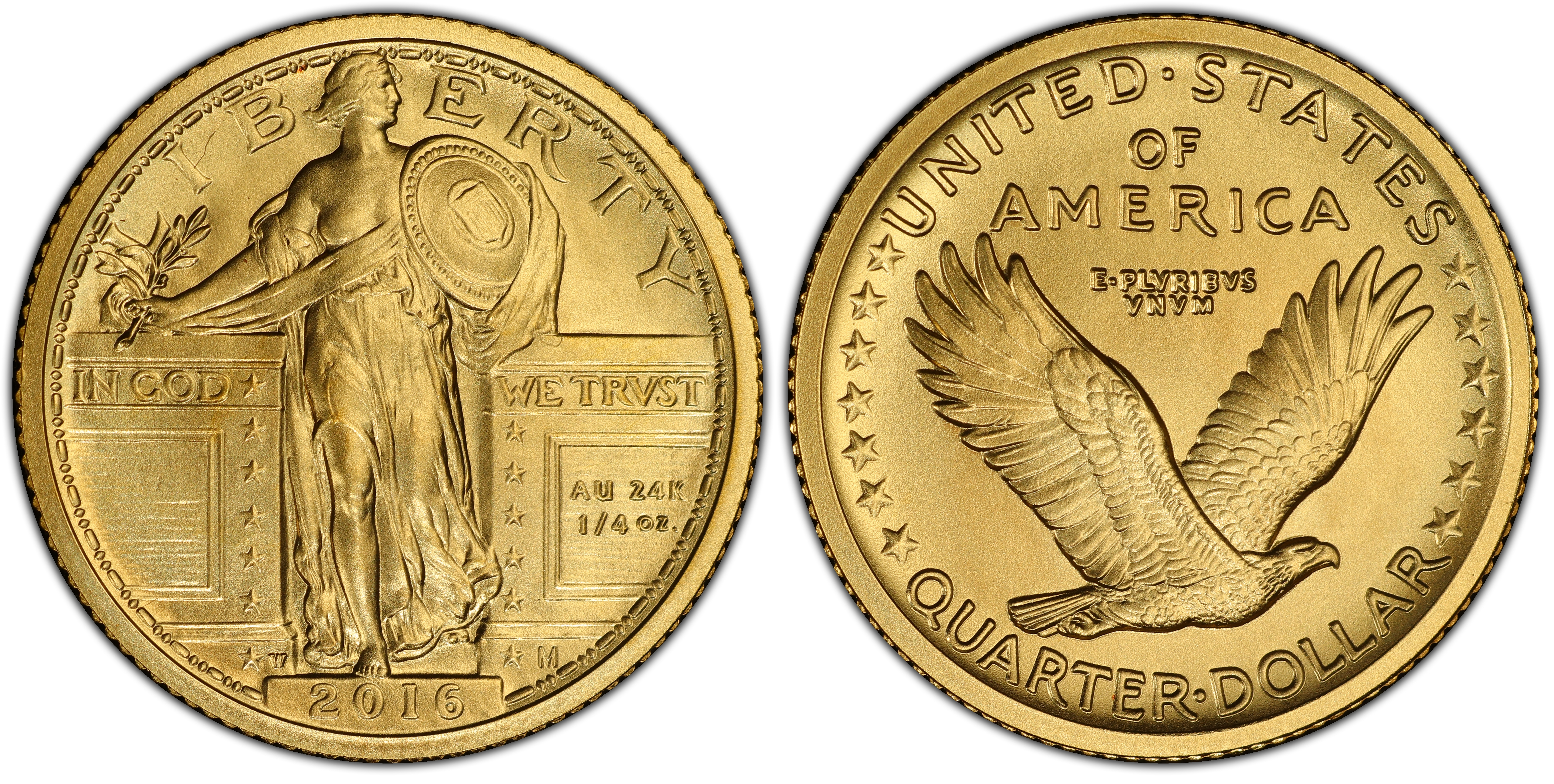
Złota ćwierćdolarówka Standing Liberty

Ćwierćdolarówka Standing Liberty uważana jest za jedną z piękniejszych amerykańskich monet obiegowych. 

## Nakłady
Nakłady Standing Liberty Quarter:
| Mennica (znak) | Filadelfia (b.z.) | Denver (D) | San Francisco (S) | West Point (W) |
| Rok            | Filadelfia (b.z.) | Denver (D) | San Francisco (S) | West Point (W) |
| -------------- | ----------------- | ---------- | ----------------- | -------------- |
| 1916           | 52 000            | –          | –                 | –              |
| 1917           | 8 740 000         | 1 509 200  | 1 952 000         | –              |
| 1917           | 13 880 000        | 6 224 400  | 5 552 000         | –              |
| 1918           | 14 240 000        | 7 380 000  | 11 072 000        | –              |
| 1919           | 11 324 000        | 1 944 000  | 1 836 000         | –              |
| 1920           | 27 860 000        | 3 586 400  | 6 380 000         | –              |
| 1921           | 1 916 000         | –          | –                 | –              |
| 1922           | –                 | –          | –                 | –              |
| 1923           | 9 716 000         | –          | 1 360 000         | –              |
| 1924           | 10 920 000        | 3 112 000  | 2 860 000         | –              |
| 1925           | 12 280 000        | –          | –                 | –              |
| 1926           | 11 316 000        | 1 716 000  | 2 700 000         | –              |
| 1927           | 11 912 000        | 976 000    | 396 000           | –              |
| 1928           | 6 336 000         | 1 627 600  | 2 644 000         | –              |
| 1929           | 11 140 000        | 1 358 000  | 1 764 000         | –              |
| 1930           | 5 632 000         | –          | 1 556 000         | –              |
|                |                   |            |                   |                |
| 2016           | –                 | –          | –                 | 100 000        |

## Opis monety

### Awers

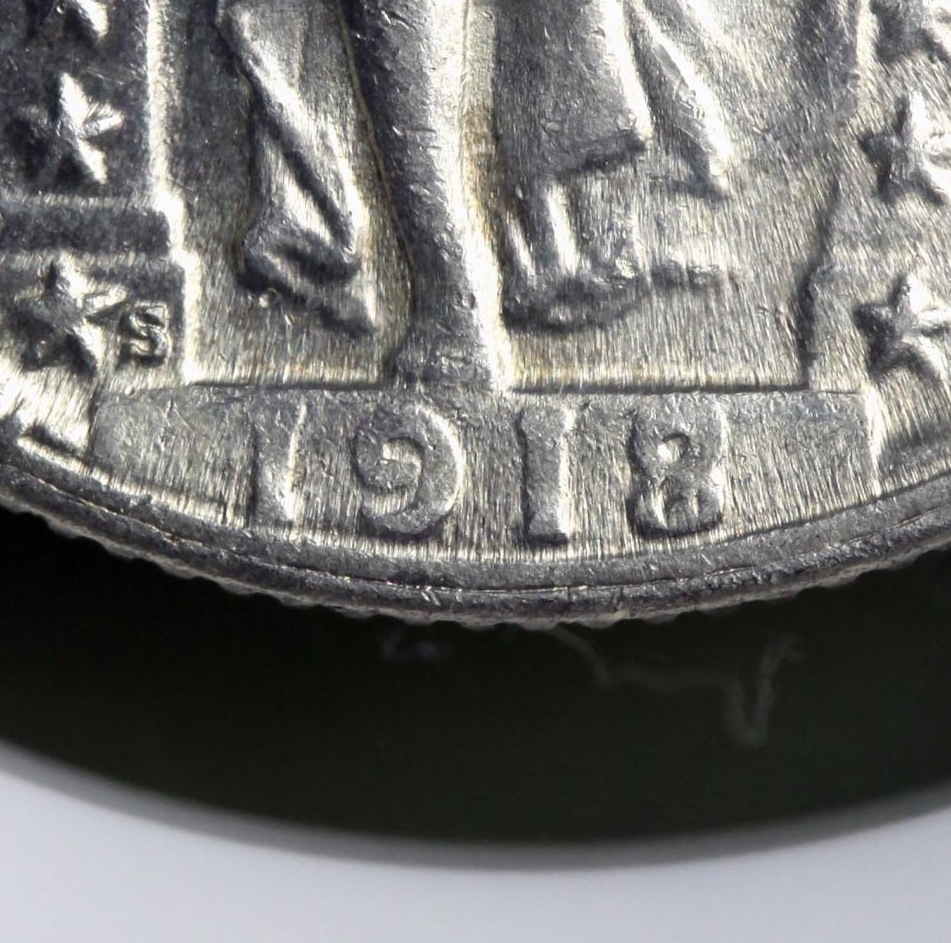
Moneta z podwójną datą emisji 1918–1917

Na awersie wyemitowanej w 1916 roku monety widnieje przekraczająca bramę Miss Liberty ubrana w szatę, która częściowo odsłania pierś kobiety. W swojej prawej dłoni trzyma ona gałązkę oliwną, a w lewej uniesioną tarczę z Union Shield. Nad kobietą, wzdłuż krawędzi, umieszczony jest napis „LIBERTY”. Na górze lewego cokołu bramy znajduje się napis „IN GOD”, a przy kolumnie siedem gwiazdek. Na górze prawego cokołu ciąg dalszy dewizy – „WE TRVST”, a przy kolumnie sześć gwiazdek. Data emisji monety znalazła się na cokole, po którym kroczy Miss Liberty.  
W 1917 roku rozpoczęto emisję ze zmienionym wizerunkiem Miss Liberty. Jej naga pierś została zakryta kolczugą. W 1925 roku obniżono pole z datą emisji, aby uchronić ją przed ścieraniem. 
Do rzadkości należą monety z podwójną datą wybicia 1918–1917, gdzie użyto dwóch stempli do wybicia tego samego awersu. Rezultatem tego jest nałożenie na siebie cyfr 7 i 8. 
Najbardziej szczegółowo wybite monety określa się mianem full head. Charakteryzuje się ona tym, że na głowie Miss Liberty są widoczne trzy liście wplecione we włosy, linia włosów na czole jest pełna oraz zagłębienie ucha musi być wyraźnie widoczne. 
Znak mennicy umieszczano po lewej stronie od daty, a po prawej stronie znalazła się litera M – inicjał MacNeila. 

### Rewers
Na rewersie MacNeil umieścił lecącego w prawą stronę orła. Pod ptakiem umieszczono nominał monety w formie „QUARTER•DOLLAR”. Nad orłem, wzdłuż krawędzi nazwa państwa „UNITED•STATES/OF/AMERICA”, a pod nią motto „E PLVRIBVS/VNVM”. Po lewej stronie orła siedem gwiazdek, a po prawej sześć.
W 1917 roku doszło do zmian w wizerunku monet także na rewersie. Orzeł został przesunięty w centrum pola rewersu. Między orłem a nazwą nominału „QUARTER DOLLAR” znalazły się trzy gwiazdki. Po lewej i prawej stronie orła znalazło się po pięć gwiazdek, z większymi odstępami pomiędzy nimi. Nazwa państwa nad orłem została zapisana w formie „UNITED STATES/OF/AMERICA”.

### Opis fizyczny
Szczegóły opisu fizycznego monety:
- Waga: 6,25 g
- Średnica: 24,3 mm
- Kruszec: Ag 900 (90% srebra, 10% miedzi)
- Krawędź: ząbkowana
- Mennica: Denver, Filadelfia, San Francisco